# Ladiner

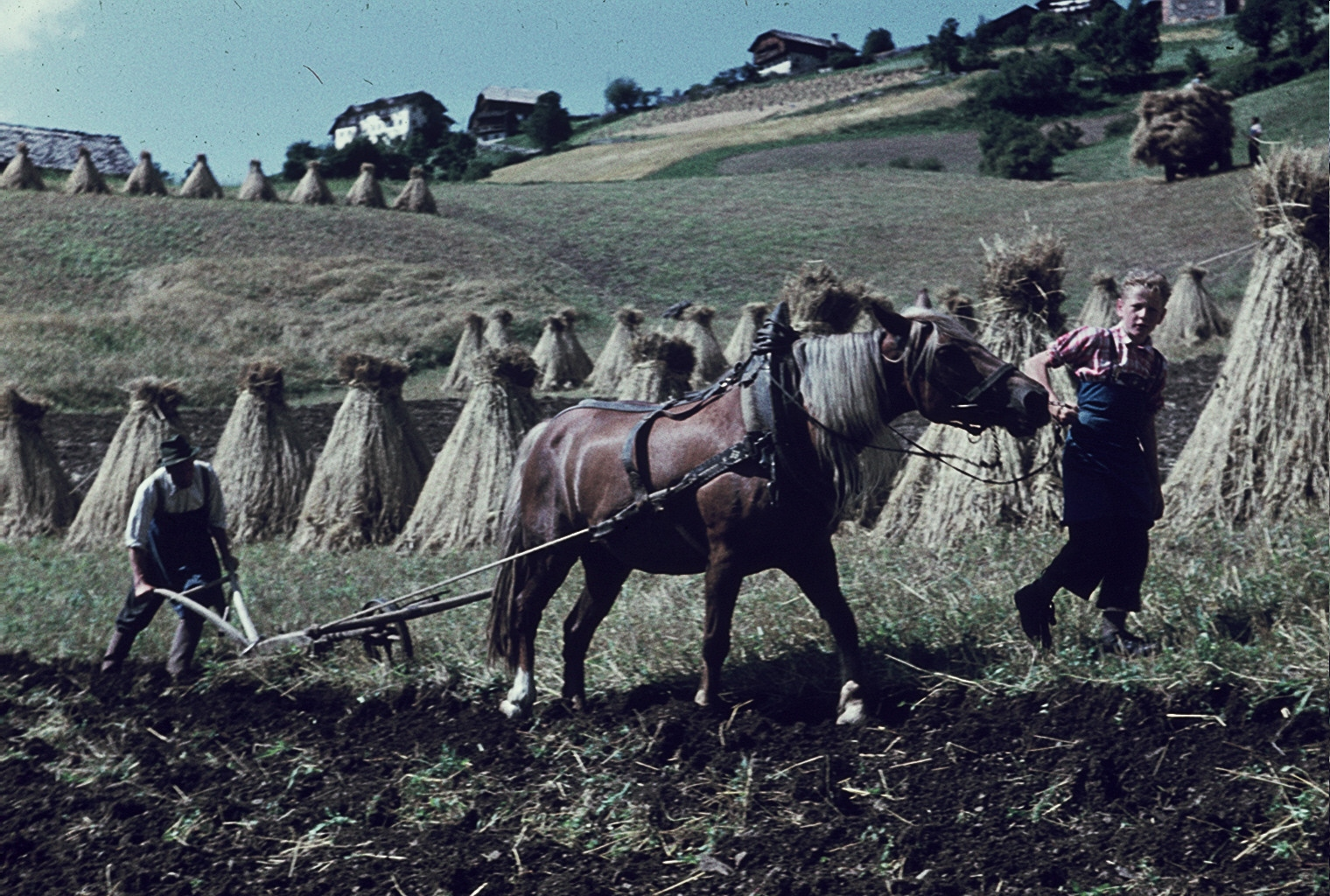
Ladinische Pflüger in den 1960er Jahren in Wengen unterhalb „Cians“

Die Ladiner bzw. Dolomitenladiner sind eine Ethnie bzw. Sprachgemeinschaft, deren Selbstbewusstsein durch die Zugehörigkeit zur dolomitenladinischen Sprachgruppe bestimmt ist.

## Sprachgebiet, Bevölkerung

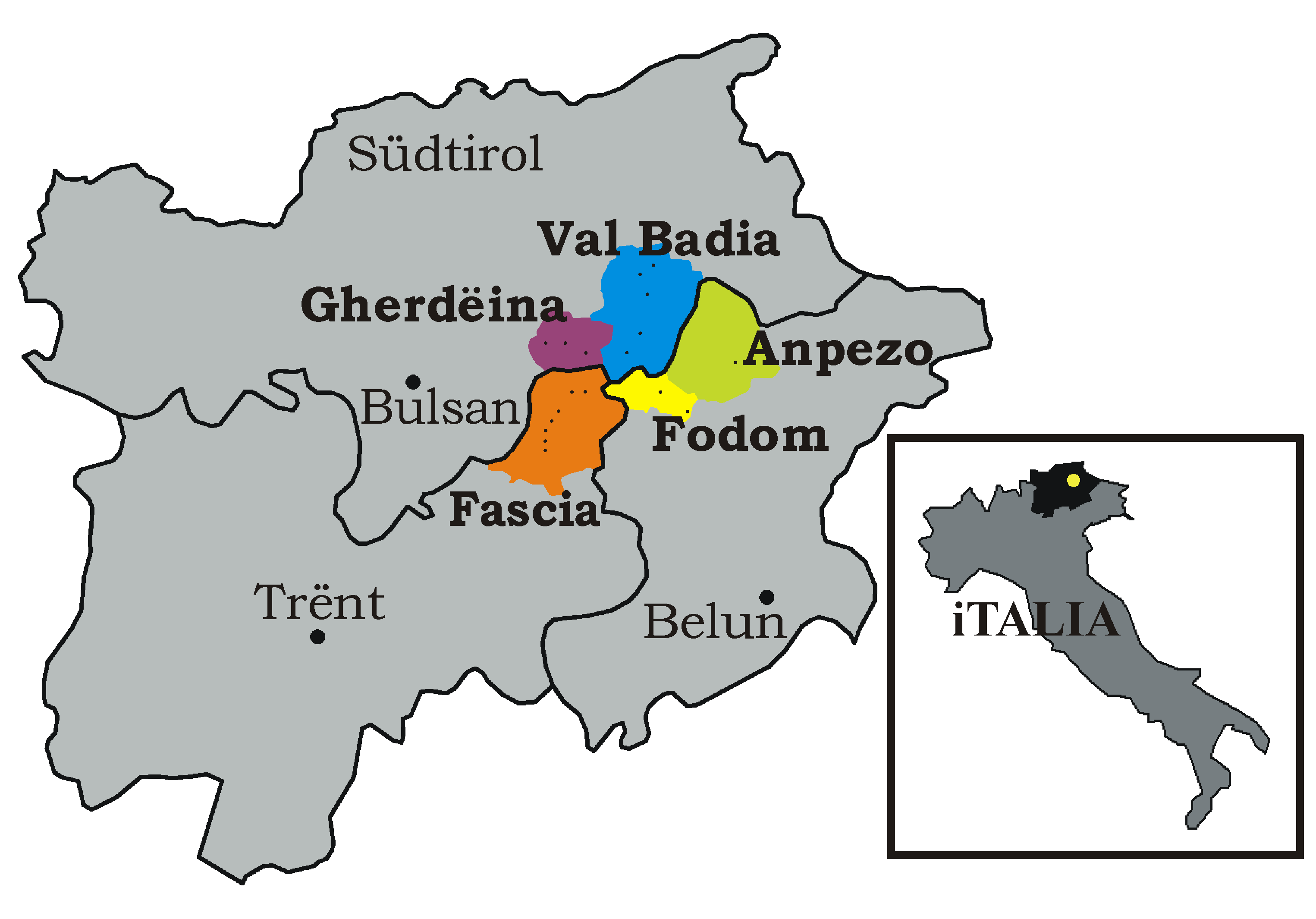
Die ladinischsprachigen Täler Fassatal, Gröden, Gadertal, Buchenstein und Ampezzo und ihre Lage in Norditalien

Ladiner leben großteils im Norden Italiens in einem auch als Ladinien bekannten Gebiet, das sich auf folgende Provinzen verteilt:
- Bozen – Südtirol (Gadertal und Gröden),
- Trient (Fassatal) und
- Belluno (Buchenstein und Ampezzo).

Von den ca. 40.000 Personen, die das ladinische Sprachgebiet in den Dolomiten bewohnen, sind etwa 35.000 Ladiner. Die Ladiner stellen knapp vier Prozent der Bevölkerung Südtirols.
Ob die ladinische Sprache Teil einer größeren rätoromanischen Sprachengruppe ist, wird unter dem Stichwort der Questione Ladina seit langem diskutiert.

## Genetik und Herkunft
In jüngerer Zeit wurden ladinische und anderssprachige Bergdörfer der Alpen als Forschungsobjekt für die Populationsgenetik entdeckt, da sich ihre Bewohner jahrhundertelang isoliert von ihren Nachbarn entwickelt haben. Dabei wirkten insbesondere Sprachgrenzen zugleich als genetische Grenzen. 2006 wurde in sechs ladinischen Tälern in Südtirol und den ostitalienischen Alpen ein signifikant erhöhtes Kopplungsungleichgewicht (linkage disequilibrium, LD) festgestellt, das besonders in den Tälern Stilfs und Gröden stark ausgeprägt war und auf eine verminderte genetische Diversität hinweist. Phylogenetische Analysen haben gezeigt, dass sich die Bevölkerungen dieser beiden Täler sowohl untereinander als auch im Vergleich zu den deutschsprachigen Nachbarbevölkerungen genetisch stark unterscheiden, obwohl sie in einem sehr ähnlichen Umfeld leben. Diese Ausgangslage ermöglicht beispielsweise die bessere Erforschung genetischer Faktoren für die Verbreitung von Erbkrankheiten.
Bereits 1998 wurde die auffällige genetische Differenz zwischen Ladinern und ihren geografischen Nachbarn untersucht, die nicht allein durch Isolation entstanden sein kann. Denkbar schienen damals unter Bezugnahme auf Parallelen im Nahen Osten zwei Hypothesen: Nach der mit den populationsgenetischen Forschungsergebnissen am ehesten kompatiblen Theorie hätten sich im Genom der heutigen ladinischen Bevölkerungen Reste des Erbguts von Alpenbewohnern aus der Altsteinzeit erhalten, die in sonst keine moderne europäische Population vorgedrungen sind. Einer anderen, besser mit sprachgeschichtlichen Forschungsergebnissen korrelierenden Hypothese zufolge könnten Vorfahren heutiger Ladinischsprecher im Laufe der Jungsteinzeit in das Alpengebiet eingewandert sein.

## Kultur und Kulturpflege

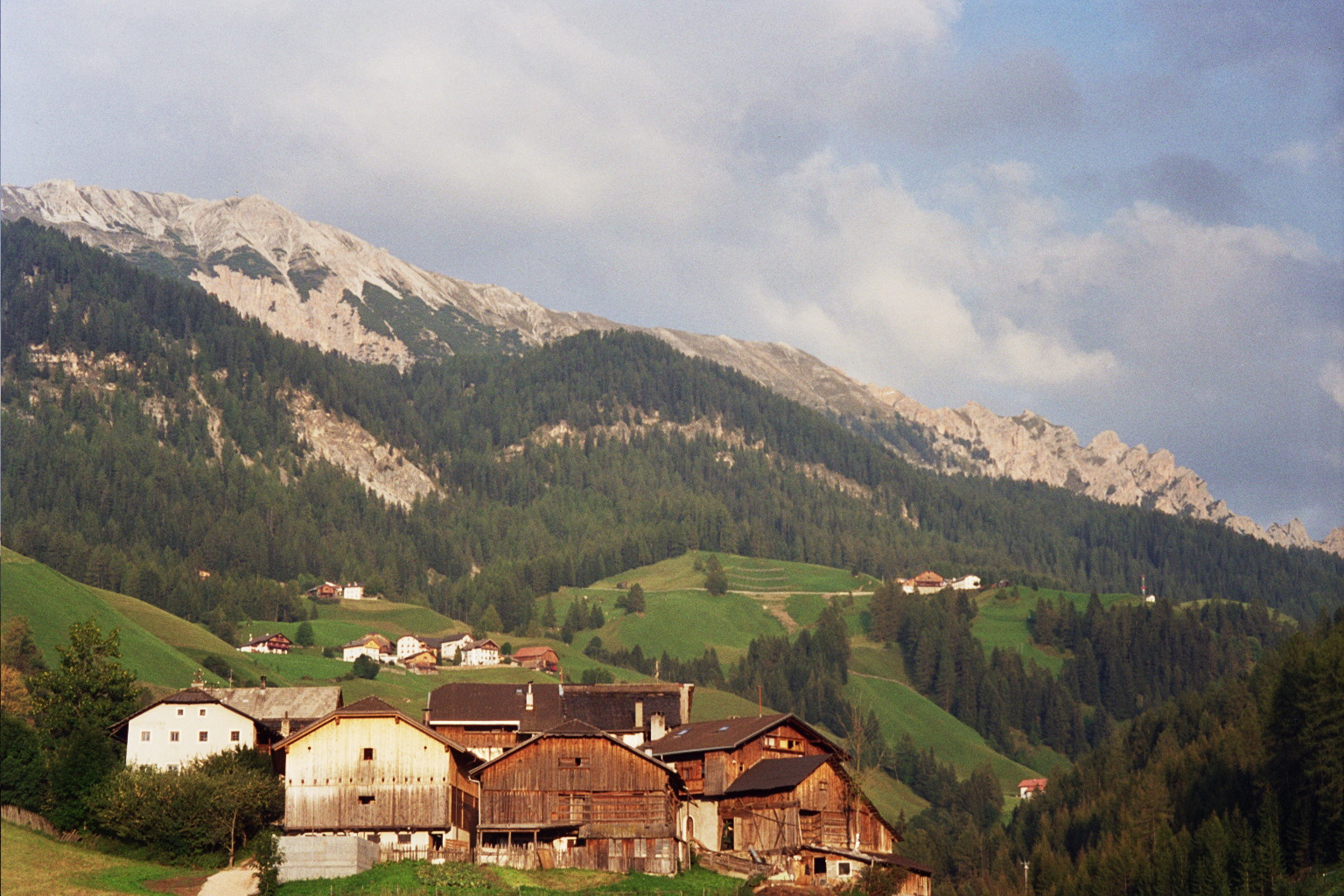
Ladinische Gehöfte in Wengen/La Val

Die Ladiner haben eine eigene Sprache, die in mehreren Idiomen gesprochen und geschrieben wird. Den ersten Versuch, eine ladinische Schriftsprache zu entwickeln, unternahm Micurá de Rü. Wie andere Volksgruppen der Region entwickelten die Ladiner im 19. Jahrhundert ein eigenes kulturelles Nationalbewusstsein. Wichtige Einrichtungen der Kulturpflege im Südtiroler Teil Ladiniens sind das Istitut Ladin „Micurá de Rü“, das Museum Ladin und das Museum Gherdëina. Die Trentiner und Belluneser Ladiner unterhalten eigene Kulturinstitute: Majon de Fascegn in Vigo di Fassa, Cesa de Jan in Col/Colle Santa Lucia und Istituto Ladin de la Dolomites in Borca di Cadore.
Viele Südtiroler Sagen stammen aus dem ladinischen Raum, so das Nationalepos der Ladiner vom Reich der Fanes. Weitere Figuren aus der ladinischen Mythologie sind beispielsweise die Anguana, Pavaruk, Ondina, Vivena-Angana, Salvan, Orco, Bregostan und Stria. Bestandteil der ladinischen Kultur sind auch die verschiedenen ladinischen Haustypen.

## Wirtschaft

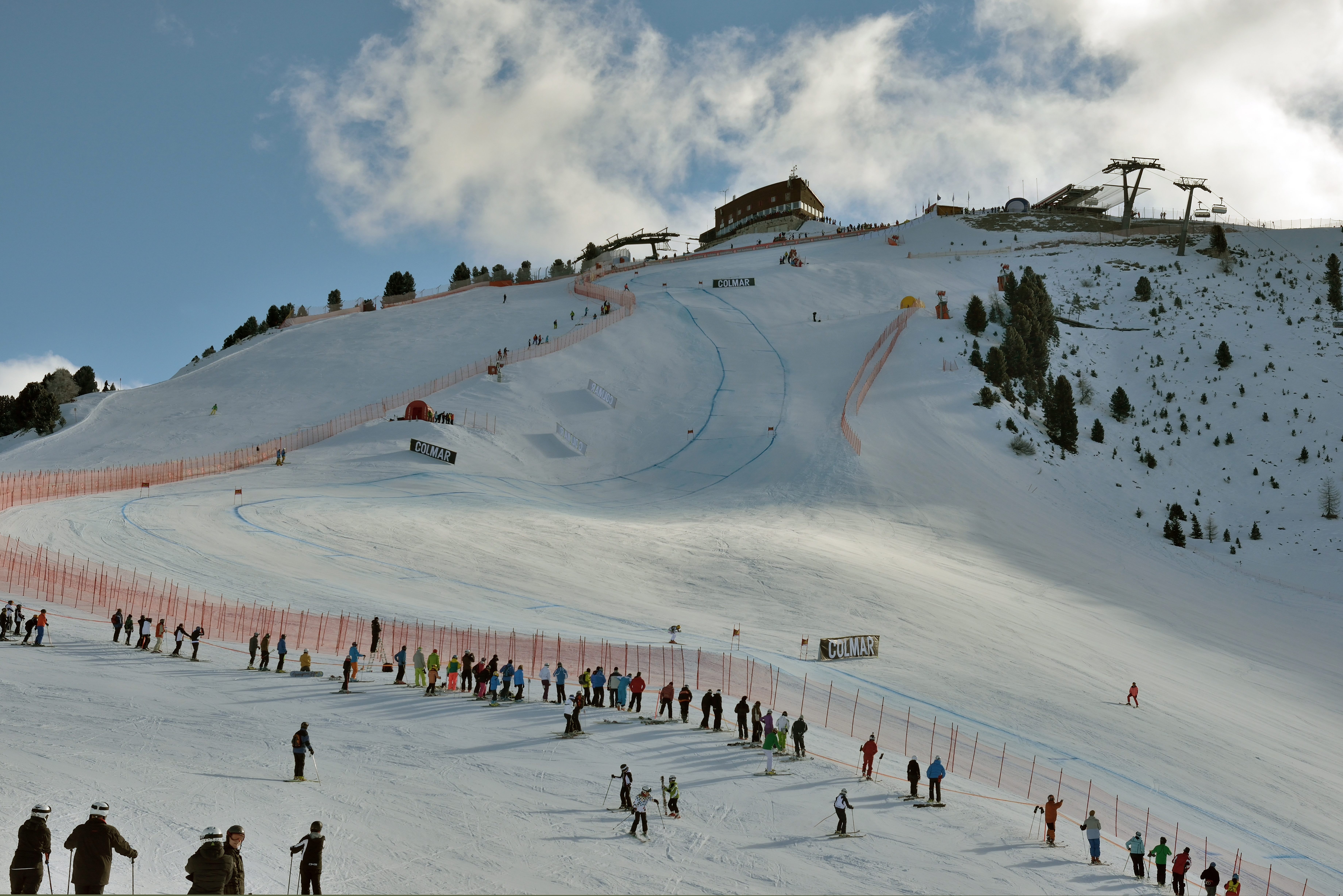
World-Cup-Rennen in Gröden

Der Tourismus ist seit den 1970er Jahren der bedeutendste Wirtschaftszweig in den Ladinischen Tälern.